# Coopers Plains, Queensland
Coopers Plains är en ort i Australien. Den ligger i kommunen Brisbane och delstaten Queensland, omkring 11 kilometer söder om delstatshuvudstaden Brisbane.